# La città dolente
La città dolente és una pel·lícula dramàtica italiana del 1949 dirigida per Mario Bonnard. Fou una coproducció "Istria" - Scalera Film, conté algunes escenes documentals (dirigides per Enrico Moretti) sobre l'èxode istriano-dàlmata.

## Argument
Després dels tractats de París, la ciutat de Pula i el seu territori són assignats a la recentment formada nació iugoslava. La majoria dels italians se n'han anat, obligats a abandonar-ho tot, només uns pocs estan convençuts de quedar-se. Entre ells es troba Berto, un jove treballador afalagat per la promesa de convertir-se en el propietari d'una fàbrica. La promesa, evidentment, no es compleix. Amb l'ajut d'un funcionari del govern iugoslau, aconsegueix enviar la seva dona i el seu fill a Trieste, però és empresonat en un camp de concentració per oposar-se en donar suport al govern. Aconsegueix escapar i quan arriba a la costa roba una barca amb la que espera arribar a Itàlia però és rebut per una ràfega de metralladora.

## Distribució
La pel·lícula es va distribuir als cinemes italians el 4 de març de 1949, però va ser completament ignorada pel públic.

## Reconeixements
La pel·lícula es va projectar en la retrospectiva Questi fantasmi: Cinema italiano ritrovato al 65a Mostra Internacional de Cinema de Venècia
La pel·lícula fou seleccionada entre els 100 film italiani da salvare.